# 잎새버섯
잎새버섯(Grifola frondosa, 영어: hen of the woods)은 은행나뭇잎같은 갓들이 여러 겹으로 겹쳐진 것처럼 생겼으며, 색은 검은색이나 갈색, 혹은 흰색이다. 일본에서는 마이다케 버섯이라고 부른다.

## 항암 효과
버섯에는 면역다당체 특히 베타글루칸이 포함되어 있으며, 이 물질이 항암효과를 가지고 있다고 알려져 있다. 이러한 이유로 많은 버섯을 대상으로 항암효과를 연구했으며, 그 중 하나가 잎새버섯이다. 잎새버섯의 정제과정에서 면역다당체가 농축된 MD fraction이 가장 항암효과가 뛰어나다고 알려져 있었다. 그런데 2007년 꽃송이버섯의 항암면역물질 보유량이 잎새버섯 보다 3배, 표고버섯의 12배, 영지버섯의 3배, 아가리쿠스의 5배 뛰어나다는 새로운 연구결과가 발표되었다. 하지만 항암효과는 단순히 항암면역물질인 베타글루칸의 함량으로 결정되는 것은 아니다.
1998년 미국 FDA는 잎새버섯 추출물을 항암보조제로 시판을 승인했다. 하지만 잎새버섯은 주로 의학이 아닌 대체의학계에서 더 많이 사용되고 있다. 일반적으로 임상시험을 정확하게 수행하고 연구 발표가 될 경우 대체의학이 아닌 의학적인 발견으로 간주되므로 아직은 효과가 충분히 검증되었다고 말할 수가 없다.
2005년 1월 20일 미국 암협회는 암치료 대체치료요법 안내책자에서 마이다케 버섯의 추출물인 Maitake D-fraction(마이타케 디-프렉션)을 암치료 대체요법 제품으로 소개했다. 같은 해 5월 9일 미국 FDA는 마이타케 디-프렉선의 2단계 신약임상시험을 허가했다. 메모리얼 슬로언 케터링 암센터는 임상시험결과 항암효과가 인정되었다고 발표했다. 이 분야의 권위자는 20여년간 항암물질을 연구해 온 일본 고베 약학대의 난바 히로아키 교수로서, 잎새버섯 추출물 연구성과로 미국 대체의학회 공로상을 수상하기도 했다.
2022년 현재 일본의 600명 이상, 미국의 3,000명 이상의 의사들이 항암제와 잎새버섯 엑기스 및 정제를 병용하여 치료하고 있다.

## 사례
일본의 시부타미 중앙병원 원장인 시미즈 묘우세이가 암이 전신에 퍼져 3개월 시한부 선고를 받고, 항암치료와 병행하여 잎새버섯 액기스를 5개월간 복용하고 나은 사례가 유명하다. 일본에서는 그 의사의 저서가 암환자의 필독서로 알려지기도 했다.

## 양식
1980년 일본에서 최초로 양식 재배에 성공하였으며, 현재는 한국에서도 많이 양식해서 판매 중이다.

## 요리
항암효과로 유명한 영지버섯, 상황버섯 등은 딱딱하여 물에 달여먹는 방법만 소개되나, 잎새버섯은 양식되어 시판되는 송이버섯처럼 각종 요리를 해먹는다.